# Аделхайд Савойска (1092 – 1154)
Вижте пояснителната страница за други личности с името Аделхайд.
Аделхайд Савойска или Аделаида Мориенска (на италиански: Adelaide di Savoia; Adelasia di Moriana, на френски: Adélaïde; Adèle de Maurienne, Adelheid; * 18 ноември 1092; † 18 ноември 1154, Монмартър, Кралство Франция) е втората съпруга на френския крал Луи VI, кралица на Франция от 1115 до смъртта на краля през 1137 г. и после господарка на Монморанси до 1153 г.

## Произход
Тя е най-голямата дъщеря на Хумберт II Савойски, наречен Силния († 1103), шести граф на Савоя, на Аоста и на Мориен, и маркиз на Италия, и на неговата съпруга Гизела Бургундска († сл. 1133). Нейни дядо и баба по бащина линия са Амадей II, маркграф на Торино, граф на Савоя и граф на Аоста и на Мориен, и Жана Женевска, а по майчина – Гийом I Бургундски и Стефания де Лонгви. Чрез майка си тя е племенница на по-късния папа Каликст II. Нейният баща умира през 1103 г. и майка ѝ Гизела се омъжва през 1105 г. за Райнер, маркграф на Монферат.
Има пет братя и една сестра:
- Амадей III (* ок. 1095; † 1148), граф на Савоя, на Аоста и на Мориен, съпруг на Аделхайд и на Матилда Албонска
- Вилхелм († 1130), епископ на Лиеж
- Рейналд († сл. 1150), църковно лице, ректор на Териториално абатство „Сен Морис д'Агон“
- Хумберт († 1131), бездетен
- Гиг, абат на Намюр и каноник на Лиеж
- Агнес (* ок. 1103, † сл. 1180), господарка на Бурбон като съпруга на Аршамбо VII дьо Бурбон

Освен това има един полубрат и четири полусестри от втория брак на майка си, сред които Вилхелм V Стари (* ок. 1100, † 1191), маркграф на Монферат.

## Биография
Баща ѝ Хумбер II умира през 1103 г. и е наследен от най-големия му син Амадей. Майка ѝ, след като овдовява, през 1105 г. се омъжва за маркграфа на Монферат Райнер I.

### Кралица на Франция
Аделхайд се омъжва на 3 август 1115 г. в Париж за френския крал Луи VI Дебелия (1081 – 1137), най-големият син на краля на Франция Филип I и Берта Холандска, който е разведен с първата си съпруга Лусиен дьо Рошфор. През 22-годишния си брак тя ражда девет деца, от които седем достигат зряла възраст.
Аделхайд участва много в делата на Кралство Франция. Тя има влияние в политиката на съпруга си и основава два манастира. Етиен Гирлан, фаворитът на краля, се бори с Бернар от Клерво и упражнява още повече влиянието си върху краля и, като принуждава феодалите да зачитат суверена, го кара да изглежда като защитник на бедните и потиснатите. По време на управлението на Луи VI семейството му има възможността да заеме всички най-важни служби в кралството. Етиен, въпреки че води живот, недостоен за църковно лице, успява да натрупа огромна власт, което го направи непопулярен сред всички, особено сред духовниците, и когато кралят, през 1127 г., притиснат от Аделхайд, която е третирана с неуважение от Етиен, го гони от двора заедно с брат му Жилбер, Етиен се съпротивлява чрез битка в продължение на три години.

### Следващи години
След смъртта на Луи VI през 1137 г. Аделхайд се оттегля през 1137/1138 г. в нейното вдовишко имение. Луи VI е наследен от втория им син Луи VII, който поверява грижата за държавата на министъра Сугерий, освобождавайки се от влиянието на майка си.
Година по-късно тя се отказва от кралския си сан и се омъжва през лятото на 1138, или по-вероятно през 1141 г. за Матийо I, господар на Монморанси, конетабъл на Франция, който е вдовец от Аликс Английска, извънбрачната дъщеря на краля на Англия Хенри I.
Аделхайд заговорничи срещу Сугерий, кара се със сина му Луи VII, който я гони от двора заедно със съпруга ѝ в техните феодални владения в района на Компиен.
През 1153 г. Аделхайд се оттегля и става монахиня в съоснованото от нея Абатство на Монмартър. Там тя умира на 62 години на 18 ноември 1154 г. и е погребана пред големия олтар на манастирската църква „Св. Пиер дьо Монмартър“.

## Потомство
Омъжва се два пъти:
∞ 1.  3 август 1115 в Париж за Луи VI, крал на Франция, от когото има седем сина и една или две дъщери:
- Филип Френски (* 1116, † 1131 при падане от кон[19]),  съкрал на Франция от 1130 г. Да не се бърка с по-малкия му брат със същото име.
- Луи VII (* 1120, † 1180), съкрал от 1131 г., крал на Франция от 1137 г.; ∞ 1. за Елеонор Аквитанска, от която има две дъщери 2. за Констанция Кастилска, от която има две дъщери 3. за Адел дьо Блоа-Шампан, от която има син и дъщеря
- Анри (* 1121, † 13 ноември 1175), епископ на Бове (1149 – 1161), архиепископ на Реймс (1161 – 1175)
- Хуг (ок. 1123, † дете)
- Робер I Велики (ок. 1123, † 11 октомври 1188), граф на Дрьо и Перш, основател на Дом Дрьо
- Пиер ІІ дьо Куртене (* ок. 1126, † 10 април 1183), господар на Куртене, основоположник на Втори дом Куртене, ∞ ок. 1152 за Елизабет дьо Куртене (* 1135, † 1206). Представители на този дом се прославят в Кръстоносните походи. Неговият син Пиер II и двамата му внука Робер и Балдуин II заемат (съответно през 1217 – 1219, 1221 – 1228 и 1237 – 1261 г.) престола на Латинската империя.
- Констанс Френска (* ок. 1128, † 16 август 1180, Париж); ∞ 1. 1140 за Юсташ IV дьо Блоа (* 1127, † 1153), граф на Булон, от когото няма деца; 2. 1154 за Раймон V (* 1134, † 1194), граф на Тулуза, от когото има четири деца
- Филип (* ок. 1132/1133, † 1161), архиепископ на Париж (1157). Да не се бърка с по-големия му брат със същото име.
- дъщеря, починала като дете[20]

∞ 2. лято на 1138 или 1141 за Матийо I дьо Монморанси, господар на Монморанси, от когото има една дъщеря:
- Адел дьо Монморанси (Аликс или Елис)